# 仙南交通
仙南交通株式会社（せんなんこうつう）は、宮城県仙台市太白区に本社を置くバス事業者である。
なお、かつて同名の事業者が存在したが、同社を含む3社が1970年（昭和45年）に合併・統合されて設立した宮城交通とは無関係である。

## 概要
企業送迎バス等の特定貸切や、観光貸切バスの運行を行っている。また名取市からの委託を受けて、コミュニティバス『なとりん号』の一部路線（2023年9月30日運行終了）やスクールバス運行も行っている。

## 拠点
- 本社：宮城県仙台市太白区中田五丁目16-25

## 沿革
- 1975年（昭和50年）7月 - 仙南交通有限会社として設立。一般貸切旅客自動車運送事業（特定旅客）の営業を開始。
- 1990年（平成2年） - 一般貸切旅客自動車運送事業（小型）の免許を所得。
- 1997年（平成9年） - 一般貸切旅客自動車運送事業（中型）の免許を所得。
- 1998年（平成10年） - 仙南交通株式会社に改組。
- 2000年（平成12年） - 一般貸切旅客自動車運送事業のうち、（限定）を解除して大型貸切バスの営業を開始。
- 2006年（平成18年） - 現社屋に移転。
- 2008年（平成20年） - 一般乗合旅客自動車運送事業を所得。名取市からの委託を受けて『なとりん号』の運行を開始（同年4月1日より）。
- 2023年（令和5年）9月30日 - 『なとりん号』の運行を終了[1]。

## かつて運行していたバス路線
名取市コミュニティバス：『なとりん号』（生活路線ブロック）
- 北目上原線
- 相互台線
- 館腰植松線
- 下増田線（循環）
- 美田園下余田線（循環）

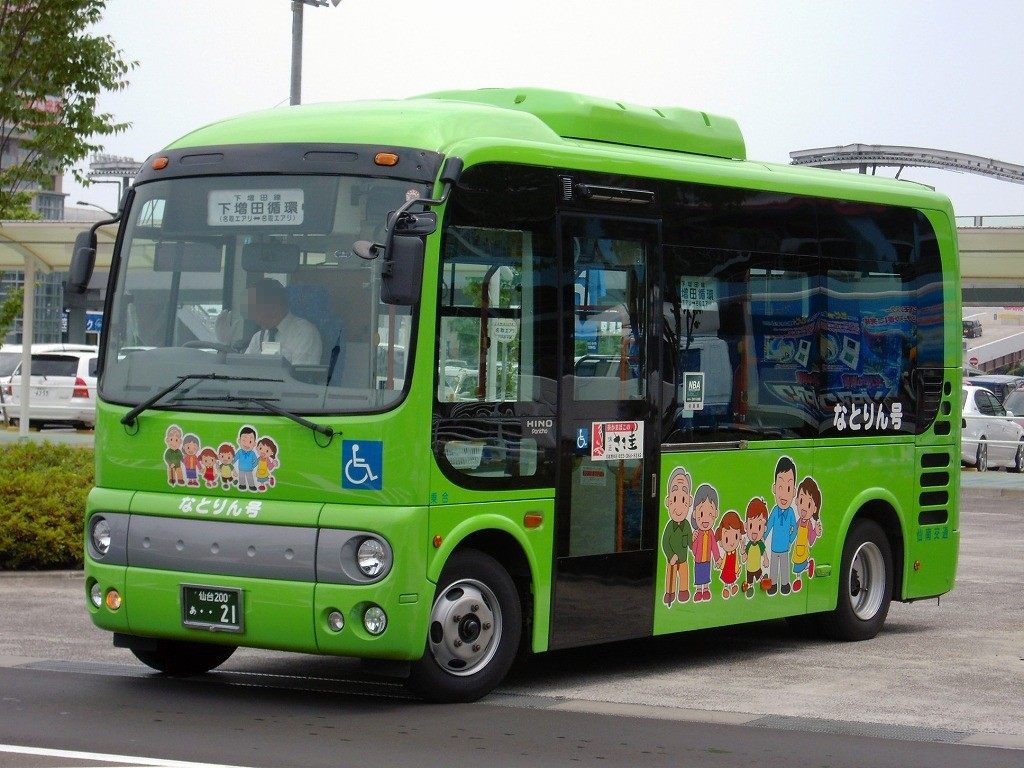
「なとりん号」に使用していたノンステップバス（日野・ポンチョ）
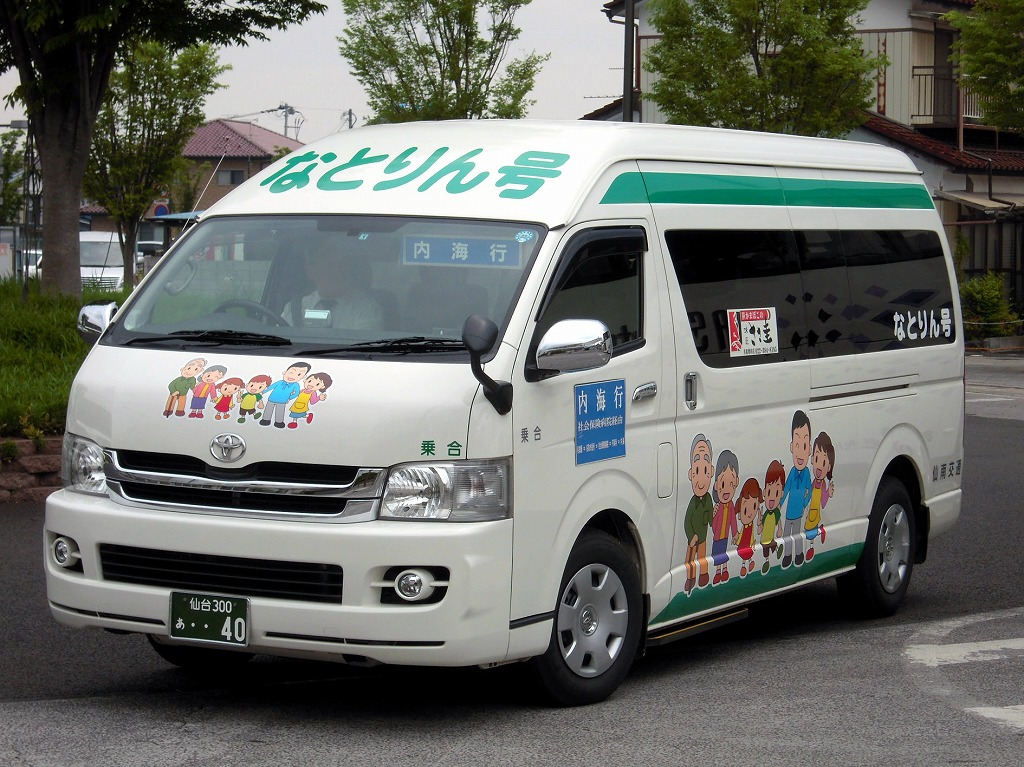
「なとりん号」に使用していたワゴン車（初代、トヨタ・ハイエース）
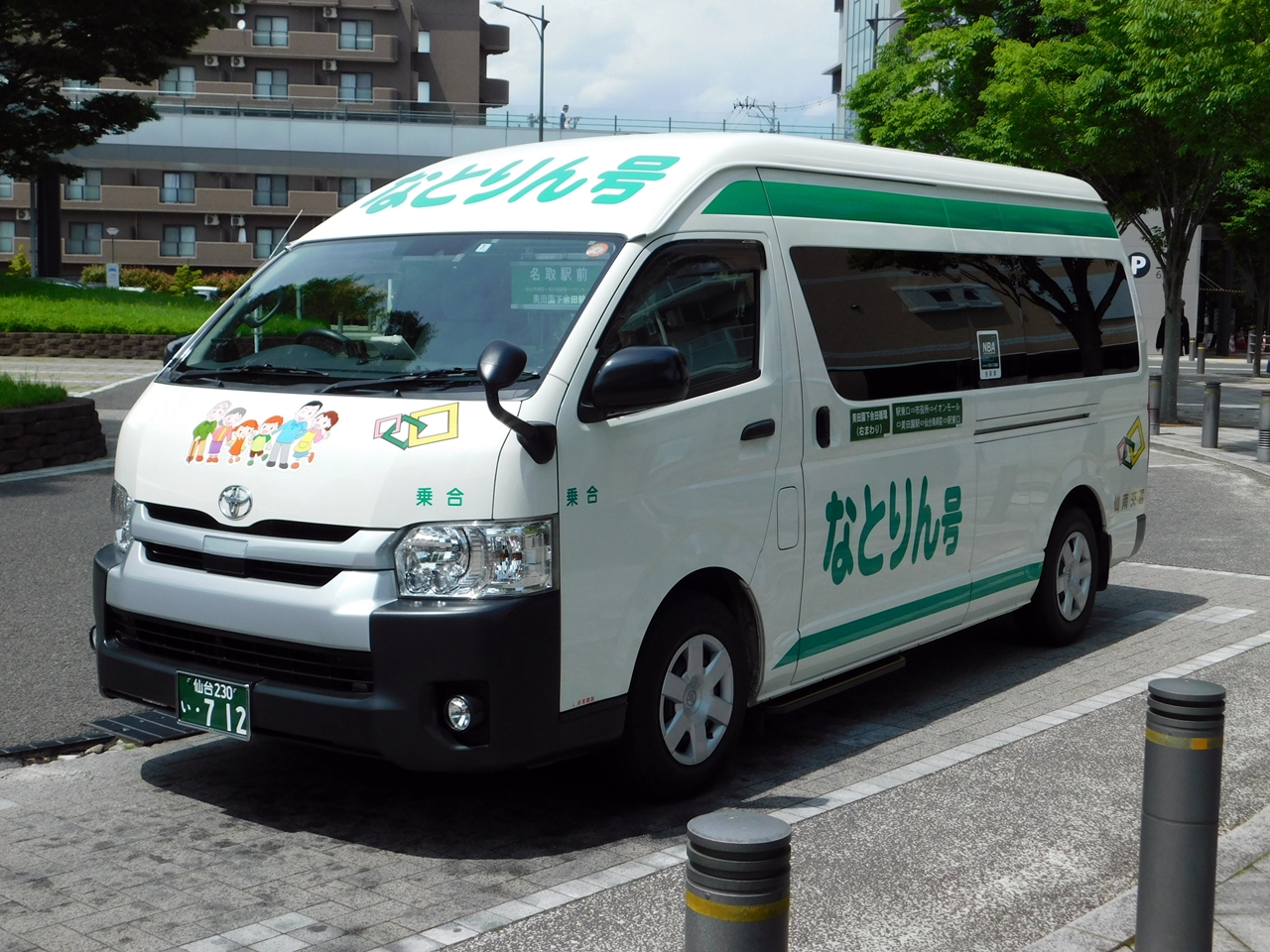
「なとりん号」に使用していたワゴン車（二代目、トヨタ・ハイエース）

## 車両
観光バス車両は三菱ふそうが主。

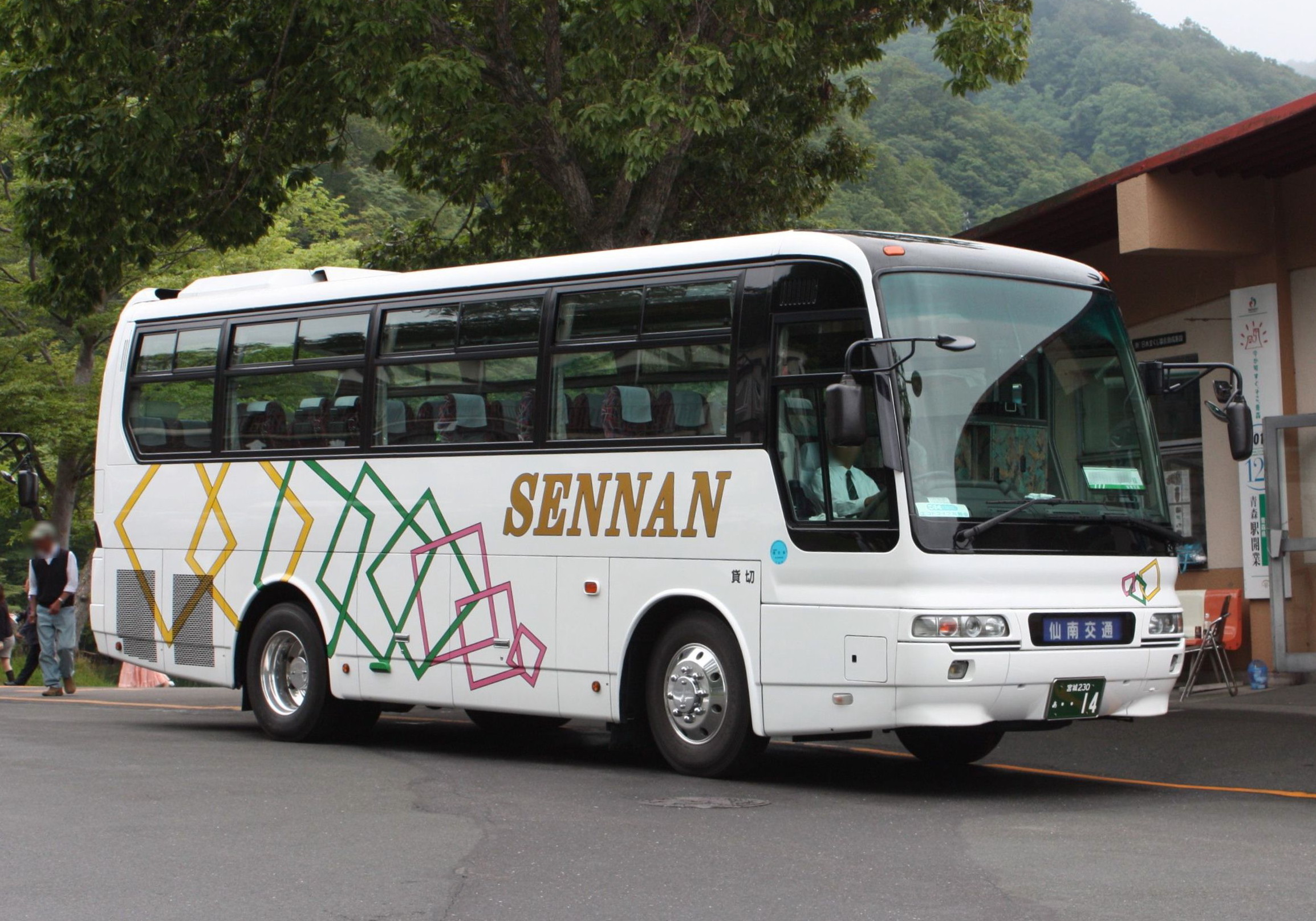
観光バス車両

その他、宮城県内のバス事業者としては初となる日野・ポンチョを、コミュニティバス『なとりん号』で運行していた（自家用としてはプルデンシャル生命が仙台市泉区のドライデンカスタマーセンターの送迎用として先に導入し、みちのく観光に運転・車両管理を委託している。また七ヶ宿町でも町営バス用として導入している）。